# Hawker Dantorp
Hawker Dantorp var ett engelsktillverkat torped- och bombflygplan konstruerat av Hawker Aircraft för det danska marinflyget. 
Hawker Dantorp var en exportversion av brittiska flygvapnets Hawker Horsley. Flygplanet var ett dubbeldäckat tillverkat helt i metall. Vingstället kopierades rakt av från Horsley, medan flygplanskroppen modifierades i formen, och försågs med en extra bränsletank. Som motor valdes en AS Leopard IIIA luftkyld stjärnmotor som drev en tvåbladig propeller. Flygplanet kunde förses med hjullandställ eller flottörer.
Den danska regeringen beställde 1933 två flottörförsedda flygplan från England samt en licensrätt på en egenproduktion av 10 flygplan. De engelska flygplanen levererades samma år och fick benämningen H.B. III i det Danska Søværnets Flyvevæsen. Med flygplanen inledde danska marinen olika försök med torpedfällning. Först 1936 lyckades man få torpedfällningen att fungera operativt, men då fanns inga pengar för tillverkning av flygplan, varför licensrätten inte användes. Efter att tyskarna ockuperat Danmark infördes flygförbud och de båda flygplanen demonterades och placerades i ett magasin på Holmen. Under en sabotageaktion 22 november 1943 förstördes hela magasinet och de nedmonterade flygplanen.